# 科斯托馬羅韋
47°1′54″N 33°14′36″E / 47.03167°N 33.24333°E
科斯托馬羅韋（烏克蘭語：Костомарове）是位於烏克蘭南部的村莊，由赫爾松州貝里斯拉夫區的博羅津斯凱市鎮負責管轄。該村始建於1876年，面積0.29平方公里，海拔高度64米，2001年人口69，人口密度每平方公里242.1人。